# Гургулица
Вижте пояснителната страница за други значения на Гургулица.
Гургулицата (Streptopelia turtur) е птица от семейство Гълъбови. Среща се и в България.

## Физически характеристики
Гургулицата има слабо изразен възрастов диморфизъм. Възрастните птици достигат дължина на тялото 27-29 см, размах на крилата 48-53 см и тегло 99-170 гр., а общият тон на оперението е сив. Гърбът и крилете са ръждиво-кафяви, с черни петна и шарки. От двете страни на шията има по едно петно от редуващи се черни и сиво-бели ивички. Гушата и предната част на гърдите са с винен оттенък. При женските птици те са по-светли. тялото отдолу е белезникаво. Външните опашни пера са с бели върхове, а крайните две — с бели външни ветрила. Младите птици приличат на възрастните, но гърбът им е с кафяв оттенък, пъстрините отстрани на шията липсват или са слабо изразени, а перата по гърдите са с тесни охристи ивици на върха. Малките гургулици са със сиво-синя кожа, покрита с рядък сламеножълт пух.

## Разпространение
Европейско-туркестански вид. Гнезди в Европа (с изключение на северна Англия, Шотландия и Скандинавския полуостров), Мала Азия, Иран, северен Афганистан и северна Индия, Северна Африка, Канарските острови и остров Мадейра. На изток достига 58° и.д. в Урал. Зимува в южните части на Сахара, Сенегал и Судан.

## Местообитание
В България се среща повсеместно до около 1200 м н.в. Прелетен вид е. Пролетният прелет е през април, а основната част от птиците отлитат на юг до средата на септември. Най-многочислена е в равнинната част на страната. Типичните ѝ местообитания през размножителния период са широколистни гори, овощни градини, паркове, залесителни пояси, крайречни насаждения, единични дървета сред полето, малки горички сред обработваемите площи. Предпочита периферията на горите, в съседство с открити площи и вода. Избягва големите непрекъснати горски комплекси. През есента формира големи ята, които обитават гори в близост до слънчогледови ниви и стърнища, където птиците се хранят интензивно, подготвяйки се за есенния прелет.

## Размножаване
Гургулицата гнезди по дървета и храсти на височина 1,5-2 м, рядко повече. Гнездото е плоско, изградено от тънки клонки. Постлано е със суха трева, корени и листа. Понякога отдолу се виждат яйцата. В някои случаи използват стари гнезда на пойни птици - например поен дрозд (Turdus philomelos), червеногърба сврачка (Lanius colurio). Гнездовият период е от втората половина на април до края на юли. Мътила и люпила са намирани и през август. В България гнезди два пъти годишно. Броят на яйцата в мътилото е най-често две. Те са бели, с елипсовидна форма. Средните им размери са 29,6 х 22,5 мм. От яйцата на гугутката (Streptopelia decaocto) се отличават трудно, главно по по-малките си размери.